# Kromosfera
Kromosfera je tanek pas Sončeve atmosfere nad fotosfero, širok okoli 10.000 km. Je bolj prozorna od fotosfere in je rdečkaste barve zaradi H-alfa spektralne črte vodika, ki jo sestavlja. Iz še ne popolnoma pojasnjenih razlogov je temperatura v kromosferi višja od temperature v fotosferi.
Brez posebne opreme je vidna samo med Sončevim popolnim mrk mrkom.